# Dimmadalsás
Dimmadalsás är en ås i republiken Island. Den ligger i regionen Norðurland eystra, i den norra delen av landet, 300 km nordost om huvudstaden Reykjavík. Toppen är 305 meter över havet.